# 佐々木規夫
佐々木 規夫（ささき のりお、1948年8月27日 - ）は、日本の政治活動家、元東アジア反日武装戦線「狼」部隊メンバー、元日本赤軍メンバー。北海道小樽市出身。

## 人物
小樽市の呉服行商人の子として生まれる。北海道小樽潮陵高等学校卒業。大学入試に失敗後、家業を手伝ったあと上京、兄が参加していた第三世界革命の文献を紹介する「レボルト社」に関わるようになる。その兄の証言では、1967年頃に齋藤和と知り合う。齋藤の大学の友人で日本朝鮮研究所の研究生竹田賢一と「朝鮮革命研究会」を結成し、1960年代後半から度々韓国に渡航し、日本の朝鮮侵略と抵抗運動史を学ぶ。
1972年、斎藤と共にアイヌモシリを巡り、日本のアイヌ侵略史を学ぶ。
1974年、大道寺将司から「狼」に勧誘されて非公然・非合法活動に参加し、部隊の一員として連続企業爆破事件に関与。三菱重工爆破事件では予告電話をかけた。1975年5月に逮捕されるが、8月に日本赤軍によるクアラルンプール事件で、超法規的措置で釈放・出国し、日本赤軍に合流。
その後、ダッカ日航機ハイジャック事件、三井物産マニラ支店長誘拐事件にも関与したとされている。
フィリピン人名義の偽造旅券で日本に潜入する前にマドリードで盗難に遭った京都市の会社員の旅券を基にした偽造旅券で1987年春頃にフィリピン・マニラ市のアパートに潜伏し、東南アジアやヨーロッパの数か国に出入りしていたことが1988年8月に判明した。
1998年、奥平純三とともに他人名義の旅券を不正に取得するため東京を訪れていたことがこれまでの捜査で明らかになっている。
現在も国際手配中である。2010年4月以降の手配写真は1998年に撮影されたものに差し替えられた。さらに2022年には、70歳前後となった顔立ちを想定した指名手配ポスターも作成されている。